# Sosnove
Sosnove (în ucraineană Соснове) este o așezare de tip urban din raionul Berezne, regiunea Rivne, Ucraina. În afara localității principale, mai cuprinde și satele Adamivka, Hlîbociok, Ivanivka, Velîki Selîșcea și Villea.

## Demografie
Componența lingvistică a așezării de tip urban Sosnove
     Ucraineană (99,18%)
     Alte limbi (0,63%)
Conform recensământului din 2001, majoritatea populației așezării de tip urban Sosnove era vorbitoare de ucraineană (99,18%), existând în minoritate și vorbitori de alte limbi.